# Máté (keresztnév)
A Máté a héber Matitjahu névből származik, hasonlatos a Matanja névhez, amelynek jelentésre kb. ugyanaz, de mégis két párhuzamosan használt külön névről van szó. (Mint a Nathanael, Elnathan, Netanjahu stb.). A Matitjahu görög átírása Μαθθίας (Mattiasz), azaz Mátyás, ennek korai magyar bibliai változata a Máté.

## Gyakorisága
Az 1990-es években igen gyakori név, a 2000-es években a 2. leggyakoribb férfinév.

## Névnapok
- szeptember 21.[2]

## Egyéb nyelveken
- Arab: Matto
- Albán: Mate
- Angol: Matthew, Matt
- Cseh: Matouš, Matěj, Matyáš
- Dán: Mattæus
- Finn: Matias
- Francia: Matthieu
- Gaelic: Mian
- Görög: Ματθαιο
- Holland: Mattheüs
- Horvát: Mate
- Haiti kreol: Matye
- Izlandi: Matteus
- Inuktitut: Matiusi
- Japán: Matoke
- Latin: Mattheus
- Lengyel: Mateusz, Maciej
- Maori: Matiu
- Német: Matthäus, Matthias
- Norvég: Matteus
- Olasz: Matteo
- Orosz: Матфей
- Plattdüütsch: Mattaeus
- Portugál: Mateus
- Román: Matei
- Szerb: Матеј
- Szlovák: Matúš
- Spanyol: Mateo
- Svéd: Matteus
- Török: Matta
- Ukrán: Матвей
- Vietnami: Mattheâu

## Híres Máték
- „Máté” utónevű személyek szócikkeinek listája a Wikidata alapján
- „Matei” utónevű személyek szócikkeinek listája a Wikidata alapján
- „Matteo” utónevű személyek szócikkeinek listája a Wikidata alapján
- „Matthäus” utónevű személyek szócikkeinek listája a Wikidata alapján
- „Matthew” utónevű személyek szócikkeinek listája a Wikidata alapján